# Thảm sát Voćin
Thảm sát Voćin là vụ giết hại 43 thường dân ở Voćin, Croatia, do lực lượng bán quân sự Đại bàng Trắng gây ra vào ngày 13 tháng 12 năm 1991, trong Chiến tranh giành độc lập Croatia. Cuộc thảm sát được thực hiện sau khi đơn vị được lệnh rời bỏ ngôi làng trước khi Quân đội Croatia (Hrvatska vojska - HV) tái chiếm khu vực trong Chiến dịch Papuk-91. Tất cả các nạn nhân đều là người Croat, ngoại trừ một người Serb khi cố gắng bảo vệ hàng xóm. Nguyên nhân tử vong chính là bị bắn bằng súng, mặc dù một số nạn nhân đã bị giết bằng rìu, cưa hoặc bị thiêu chết. Các nạn nhân có dấu hiệu bị tra tấn và không được chôn cất. Vào đêm 13–14 tháng 12, Đại bàng Trắng đã phá hủy một nhà thờ 550 tuổi trong làng.
HV chiếm lại Voćin vào đêm 14 ngày 15 tháng 12, người Serb đã rời đi vào đêm hôm trước. Sau đó, binh lính Croatia đốt phá nhiều ngôi nhà của người Serb từng sinh sống tại đó. Một thời gian sau đó, thành viên của Hạ viện Hoa Kỳ Frank McCloskey đã đến thăm hiện trường và công khai các vụ giết người tại cuộc họp báo được tổ chức ở Zagreb, gọi đó là diệt chủng. Ông thuyết phục Jerry Blaskovich, Giáo sư tại Trung tâm Y tế Bệnh viện Los Angeles, Đại học Nam California tham gia điều tra vụ án.
Tòa án Hình sự Quốc tế về Nam Tư cũ (ICTY) sau đó đã buộc tội Slobodan Milošević giết người và buộc tội Vojislav Šešelj cho việc trục xuất những người không thuộc sắc dân Serb khỏi Voćin. Vào năm 2015, Tòa án Công lý Quốc tế ra phán quyết rằng vụ thảm sát ở Voćin không phải là tội diệt chủng và tuyên bố rằng Croatia không đưa ra đủ bằng chứng để chứng minh cho tuyên bố người Croat đã bị lực lượng Serb giết hại tại Voćin vào tháng 12 năm 1991.

## Bối cảnh
Trong Chiến tranh giành độc lập Croatia, Quân đoàn 5 Quân đội Nhân dân Nam Tư (Jugoslovenska Narodna Armija - JNA) được giao nhiệm vụ bắc tiến, di chuyển qua tây Slavonia, từ Okučani đến Daruvar và Virovitica, và một nhóm nhỏ di chuyển từ Okučani tới Kutina. Nhiệm vụ này về cơ bản phù hợp với phòng tuyến dự kiến của lực lượng chính Quân đội Nhân dân Nam Tư tiến từ phía đông Slavonia sang trong khoảng một tuần. Kế hoạch hội quân nhằm giúp JNA tiến xa hơn về phía tây tới Zagreb và Varaždin.
JNA bị Vệ binh quốc gia Croatia (Zbor Narodne Garde - ZNG) chặn lại tại khu vực giữa Novska, Nova Gradiška và Pakrac, mặc dù Lực lượng Phòng vệ Lãnh thổ (Teritorijalna odbrana - TO) Oblast tự trị người Serb ở Tây Slavonia đã chiếm các vị trí ở Bilogora và Papuk phía bắc Pakrac, gần Virovitica và Slatina mà không có JNA hỗ trợ. TO được hỗ trợ bởi lực lượng bán quân sự người Serb triển khai đến làng Voćin trên núi Papuk vào tháng 10.
Lực lượng bán quân sự đó có tên gọi là Đại bàng Trắng dưới sự chỉ đạo của Vojislav Šešelj. Šešelj đến thăm Voćin trong tháng sau và kích động Đại bàng Trắng khủng bố người Croat. Theo lời khai của những cư dân sống sót, Đại bàng Trắng và một số người Serb địa phương đã khủng bố người Croat, khiến dân số giảm xuống còn 80 vào cuối năm 1991. Trước chiến tranh, người Serb chiếm 80% dân số của làng.
Vào ngày 29 tháng 10, ZNG phát động Chiến dịch Hurricane-91 tấn công các vị trí do JNA và TO nắm giữ gần Novska và Nova Gradiška, và Chiến dịch Swath-10 chống lại các vị trí TO trên Núi Bilogora ở phía nam Virovitica. Tiếp đà thắng lợi của Chiến dịch Swath-10 và nhằm tái chiếm khu vực Papuk, lực lượng người Croat, giờ đổi tên thành Quân đội Croatia (Hrvatska vojska, HV) vào ngày 3 tháng 11, đã phát động Chiến dịch Papuk-91 vào ngày 28 tháng 11.

## Diễn biến

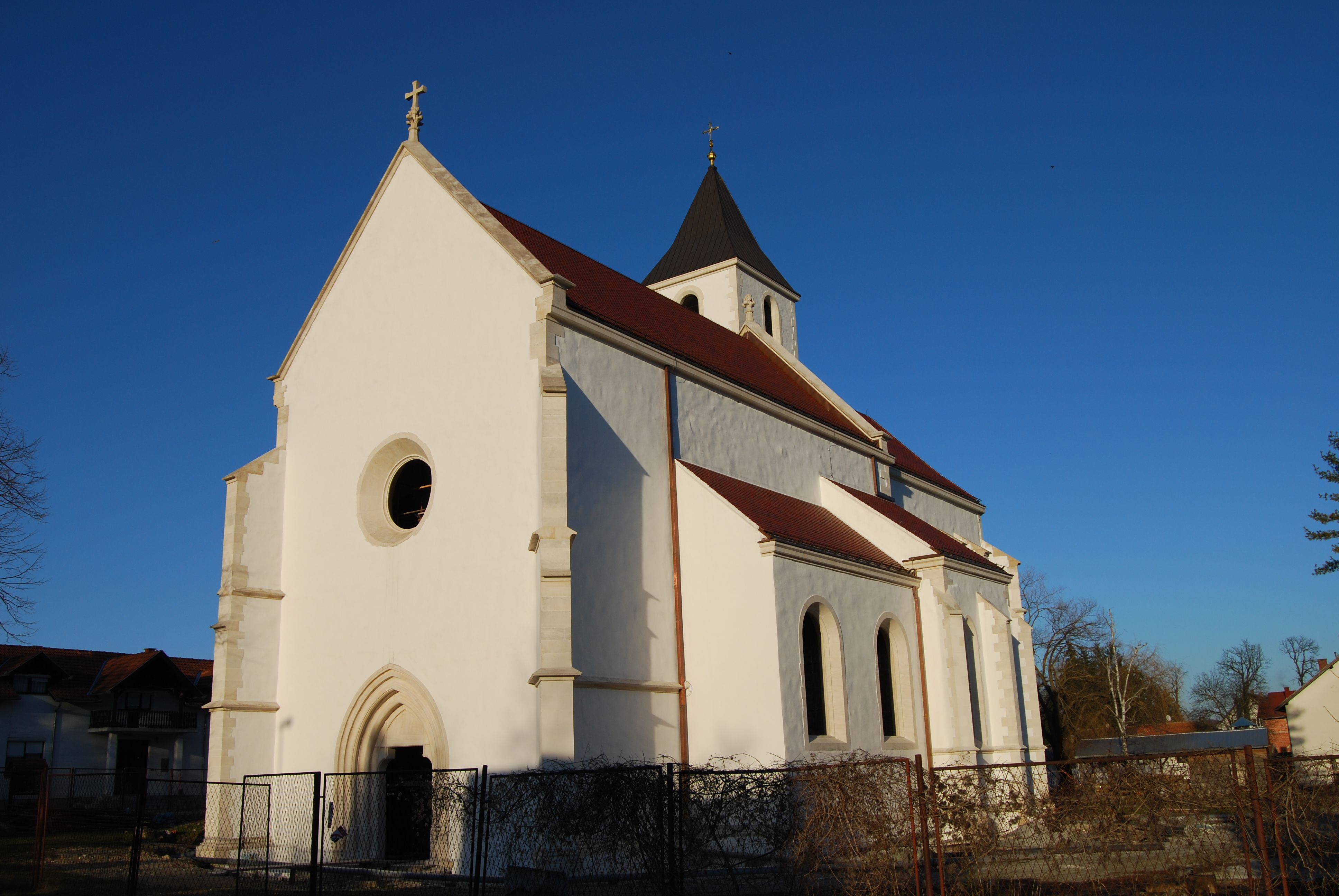
Nhà thờ Đức Mẹ Thăm Viếng ở Voćin, được xây dựng lại sau chiến tranh

Ngày 12 tháng 12, HV bắt đầu tiến quân tại khu vực Đulovac, nằm cách Voćin khoảng 5 kilômét (3,1 dặm) về phía tây, và TO buộc phải rút lui khỏi khu vực. Đại bàng Trắng buộc phải từ bỏ Voćin, nhưng được lệnh không mang theo tù nhân. Họ cũng được hướng dẫn để đảm bảo việc sơ tán người Serb. Những người từ chối rời đi đã bị đe dọa và một người đàn ông bị giết ngay trước cửa nhà mình.
Việc giết hại dân thường sống ở Voćin và hai ngôi làng nhỏ gần đó bắt đầu vào trưa ngày 13 tháng 12. Đại bàng Trắng, được hỗ trợ bởi ít nhất một xe tăng, di chuyển qua Voćin nã đạn vào các ngôi nhà thuộc sở hữu người Croat và giết chết dân thường. Việc giết người và tàn phá diễn ra trong 12 tiếng đồng hồ và cướp đi sinh mạng của 43 thường dân. Thi thể các nạn nhân bị cắt xẻo và phơi bày, có lẽ như lời cảnh cáo cho những người bên ngoài Voćin rời đi hoặc chết. Tất cả các nạn nhân đều là người Croat, ngoại trừ một người Serb 77 tuổi đã cố gắng bảo vệ hàng xóm khỏi lực lượng bán quân sự. Hầu hết các nạn nhân là người cao tuổi, bao gồm 12 phụ nữ từ 56–76 tuổi và 11 nam giới ở độ tuổi 60–84.
Nhiều người trong số nạn nhân đã bị tra tấn, đánh đập bằng dây xích và đốt cháy. Hầu hết các nạn nhân đều bị giết bằng súng, nhưng nguyên nhân cái chết khó xác định đối với tám thi thể bị bỏng nặng. Một cặp vợ chồng bị trói bằng xích và thiêu sống, hai phụ nữ bị giết bằng rìu hoặc những vật sắc nhọn, một trong số họ bị nhiều nhát rìu vào đầu. Một cặp vợ chồng khác bị chặt đầu và đầu của họ bị bỏ vào túi. Người đàn ông Serb cố gắng bảo vệ những người khác cũng bị đánh đập, tra tấn bằng thuốc lá đang cháy và dây xích nóng dí vào người, và rồi bị lột da.
Vào lúc 3 giờ sáng, lực lượng Đại bàng Trắng đã phá hủy nhà thờ Công giáo Đức Mẹ Thăm Viếng (Pohoda Blažene Djevice Marije) 550 năm tuổi ở Voćin, trước đó sử dụng làm kho đạn dược. Sau vụ nổ, một bức tường duy nhất của nhà thờ vẫn đứng vững. Người ta ước tính rằng vài tấn chất nổ đã được sử dụng cho mục đích này. Cùng lúc đó, khoảng 20 cư dân người Croat khác của các làng Bokane, Krašković, Miokovićevo và Zvečevo xa hơn về phía nam, cũng đã bị giết.

## Hậu quả
HV chiếm lại Voćin vào đêm ngày 15 tháng 12, và những người Serb trong làng đã rút đi vào đêm hôm trước. Sau đó, lính Croatia đã đốt phá nhiều ngôi nhà của người Serb từng sinh sống trong làng. Một trong những người đầu tiên đến làng sau khi HV chiếm lại là McCloskey, ở Croatia trong sứ mệnh tìm kiếm sự thật của Liên Hợp Quốc (United Nations fact-finding mission).
McCloskey yêu cầu trợ lý sắp xếp một cuộc họp báo ở Zagreb vào ngày hôm sau, trong khi người trợ lý cố gắng thuyết phục Tiến sĩ Jerry Blaskovich, Phó Giáo sư tại Trung tâm Y tế LAC + USC, người được cử đến Croatia để điều tra cáo buộc sử dụng vũ khí hóa học, tham gia điều tra các vụ giết người. Tại cuộc họp báo, McCloskey gọi các vụ giết người là diệt chủng. Phóng viên Mark Dalmish của CNN đã từ chối tham dự cuộc họp báo vì CNN cho rằng các báo cáo giết người là không đáng tin và được cho là chỉ quan tâm đến sự kiện này khi Blaskovich tham gia.
Thi thể của các nạn nhân được đưa đến thị trấn Slatina gần đó để khám nghiệm pháp y vào ngày 17 tháng 12. Mackley đã liên hệ với nhà chức trách Croatia và được phép khám nghiệm tử thi, nhưng bị chính quyền Slatina từ chối tiếp cận. Mackley gọi điện thoại cho Bộ trưởng Quốc phòng Croatia Gojko Šušak yêu cầu can thiệp, nhưng cảnh sát địa phương bị cáo buộc đã không tuân theo lệnh. Cảnh sát đặc nhiệm Croatia được triển khai tới Slatina để thực thi mệnh lệnh của Šušak, gần như gây ra đụng độ vũ trang về vấn đề này. Để giải quyết vấn đề, một nhóm đã được Viện Pháp y của Đại học Zagreb cử đến Slatina để khám nghiệm tử thi, lấy các thi thể và thực hiện những thủ tục còn lại ở Zagreb.
Những người sống sót trú ẩn trong tầng hầm hoặc cánh đồng ngô, cũng như một thành viên bị bắt của lực lượng bán quân sự, sau đó đã làm chứng về các vụ giết người và xác định Đại bàng Trắng là thủ phạm. Ngoài ra, việc rút quân của lực lượng này đã để lại bằng chứng quan trọng, bao gồm cả hồ sơ nhân sự, xác nhận rằng lực lượng này có liên kết với Šešelj. Một nhà điều tra tội phạm chiến tranh của Tòa án Hình sự Quốc tế về Nam Tư cũ (ICTY), John Cencich, đã chứng thực thông tin này trong cuộc phỏng vấn với một nhân chứng cấp cao, khẳng định rằng Slobodan Milošević có liên quan đến vụ giết người. ICTY buộc tội Milošević về cái chết của 32 thường dân ở Voćin. Milošević về sau bị bắt và đưa ra xét xử, nhưng ông đã chết trước khi quá trình xét xử hoàn tất. ICTY cũng buộc tội Šešelj dính líu đến vụ cưỡng ép trục xuất những người không thuộc sắc dân Serb khỏi Voćin. Šešelj cuối cùng được tha bổng cho mọi cáo buộc.
Vào tháng 3 năm 2014, Croatia cáo buộc trước Tòa án Công lý Quốc tế (ICJ) rằng vụ thảm sát ở Voćin là một phần của chiến dịch diệt chủng lớn hơn nhắm vào người Croat ở Slavonia. Vào năm 2015, ICJ ra phán quyết rằng lực lượng người Serb không thực hiện hành vi diệt chủng ở Croatia và tuyên bố rằng đội pháp lý của Croatia đã không chứng minh được rằng bất kỳ vụ giết người hàng loạt nào đã diễn ra ở Voćin.